# 베르밀리오 (영화)
"베르밀리오"(이탈리아어: Vermiglio)는 2024년 개봉한 이탈리아의 드라마 영화이다. 마우라 델페로가 감독과 각본을 맡았다. 제81회(2024년) 베네치아 영화제 심사위원대상 수상작이자 황금사자상 경쟁후보작이다.